# Sanlı Sarıalioğlu
Sanlı Sarıalioğlu, né le 1er janvier 1945 à Istanbul en Turquie, est un footballeur international turc, qui évoluait au poste d'attaquant. 
Il compte 21 sélections et 2 buts en équipe nationale entre 1964 et 1971. 

## Biographie

### Carrière de joueur
Sanlı Sarıalioğlu réalise l'intégralité de sa carrière à Beşiktaş.
Avec cette équipe, il remporte notamment deux championnats de Turquie et une Coupe de Turquie.
Il joue 4 matchs en Coupe d'Europe des clubs champions, et dispute un total de 315 matchs en première division turque, pour 66 buts marqués. Il réalise sa meilleure performance lors de la saison 1967-1968, où il inscrit 14 buts en championnat.

### Carrière internationale
Sanlı Sarıalioğlu compte 21 sélections et 2 buts avec l'équipe de Turquie entre 1964 et 1971. 
Il est convoqué pour la première fois par le sélectionneur national Cihat Arman pour un match amical contre la Tunisie le 1er novembre 1964 (victoire 4-1). Par la suite, le 28 novembre 1967, il inscrit son premier but en sélection contre le Pakistan, lors d'un match amical (victoire 7-4). Il reçoit sa dernière sélection le 26 septembre 1971 contre la Suisse (défaite 4-0).
Il joue trois matchs comptant pour les tours préliminaires de la coupe du monde 1970.
Lors de l'année 1971, il porte une fois le brassard de capitaine de la sélection nationale turque.

## Palmarès
- Champion de Turquie en 1966 et 1967 avec Beşiktaş
- Vainqueur de la Coupe de Turquie en 1975 avec Beşiktaş
- Vainqueur de la Coupe de la Présidence en 1967 et 1974 avec Beşiktaş
- Vainqueur de la Coupe TSYD en 1965, 1966, 1971, 1972 et 1974 avec Beşiktaş